# Amphisbaena kingii
Espèce
Synonymes
- Anops kingi Bell, 1833
- Amphisbaena galeata Wiegmann, 1834

Amphisbaena kingii est une espèce d'amphisbènes de la famille des Amphisbaenidae.

## Répartition
Cette espèce se rencontre :
- au Brésil dans le Rio Grande do Sul ;
- en Uruguay ;
- en Argentine dans les provinces de Cordoba, de La Pampa, du Río Negro et de Buenos Aires ;
- en Bolivie.

## Étymologie
Cette espèce a été nommée en l'honneur de Philip Parker King.

## Publication originale
- Bell, 1833 : two reptiles the types of two genera hitherto undescribed. Characters of two new genera of reptiles. Proceedings of the Zoological Society of London, vol. 1833, p. 98-99 (texte intégral).